# Ormosia perspectabilis
Ormosia perspectabilis är en tvåvingeart som beskrevs av Alexander 1945. Ormosia perspectabilis ingår i släktet Ormosia och familjen småharkrankar. Inga underarter finns listade i Catalogue of Life.